# Manfred Deckers
Manfred W. Deckers (* 16. Februar 1934 in Duisburg-Hamborn; † 25. Juni 2020) war ein deutscher Montanwissenschaftler und Professor für Aufbereitungstechnik und Baugeologie.

## Leben
Deckers wuchs in Mülheim-Speldorf und kriegsbedingt Brackwede bei Bielefeld auf. Nach seinem Abitur am Ratsgymnasium Bielefeld studierte er Bergingenieurwesen an der Rheinisch-Westfälischen Technischen Hochschule (RWTH) in Aachen. 1963 promovierte er dort beim Mineralogen August Götte zum Doktoringenieur (Dr.-Ing.). Nach einer Tätigkeit bei den Büttner-Werken AG wurde er 1966 Hochschullehrer an der Staatlichen Ingenieurschule für Bauwesen, an deren Überführung 1971 zunächst in die Fachhochschule in Siegen, dann 1972 in die spätere Universität-Gesamthochschule Siegen er mitwirkte. Dort hatte er bis zu seiner Emeritierung 1999 einen Lehrstuhl für Aufbereitungstechnik im Fachbereich für Bauingenieurwesen inne. Zwischen 1989 und 1997 war Deckers im Rektorat Sturm Prorektor für Finanzen und Planung.

## Auszeichnungen
- Stipendiat der Studienstiftung des deutschen Volkes
- Springorum-Denkmünze
- Borchers-Plakette

## Schriften (Auswahl)
- 400 Jahre Siegerlandgeschichte: ein Beitrag zur Geologie dieses Raumes. In: Siegener Hochschulblätter, 8 (1985) 2, S. 74–88. Siegen, 1985.
- Verlängerung der Nutzungsdauer der Deponien im Altkreis Siegen durch getrennte Sammlung verwertbarer Altstoffe im Hausmüll. In: 25 Jahre Gesellschaft der Förderer der Fachbereiche / Univ.-Gesamthochschule-Siegen, Fachbereich Architektur/Städtebau, Fachbereich Bauingenieurwesen, S. 28–31. Siegen, 1986.
- Hüttenwesen in Siegen. Paul Steinebach (Hrsg.). Düsseldorf/Siegen, 1991.
- Bergbau in Siegen. Paul Steinebach (Hrsg.). Düsseldorf/Siegen, 1991.
- Die Würzburger Lügensteine und andere Fälschungen von Fossilien. In: Zum Thema Fälschungen; „DIAGONAL – Zeitschrift der Universität-Gesamthochschule-Siegen“, 1994 (Heft 2), S. 65–70, ISSN 0938-7161
- Fachhochschulstudiengänge: isoliert und toleriert oder integriert und akzeptiert?. In: Integration – Innovation – Illusion?! – 25 Jahre Universität-Gesamthochschule Siegen, S. 135–145. Red.: Kordula Lindner-Jarchow. Siegen, 1998.
- Edle und gemeine Steine der Bibel. Selfpublishing. Siegen, 2016.